# Alpenhof Lodge
El Alpenhof Lodge en Teton Village en el condado de Teton, Wyoming, es un hotel de estilo alpino que fue construido en 1965. Fue incluido en el Registro Nacional de Lugares Históricos en 2016. 
Se consideró importante como alojamiento turístico histórico. Diseñado por el arquitecto Otto Burmell y construido en 1965, fue ampliado en 1977 y modificado nuevamente en 1992 y en 2001. Fue el primer desarrollo de estilo suizo alpino en el condado de Teton.
Con menciones notables en Architectural Digest en diciembre de 2017, nombrado Mejor de Jackson Hole Apres Ski de 2018 por Planet Jackson Hole y otorgado el Certificado de Excelencia de 2019 por Trip Advisor.